# 디왕 인터내셔널 포춘 센터
디왕 인터내셔널 포춘 센터는 중국 리저우에 위치한 마천루이다.